# Vanessa D'Ambrosio
Vanessa D'Ambrosio, född 26 april 1988, är en sanmarinsk politiker som har fungerat som landets statschef tillsammans med Mimma Zavoli. Detta var den första gången då två kvinnor har fungerat i posten samtidigt. Den historiska händelsen fick sitt eget frimärke i september 2017.

## Bakgrund och privatliv
D'Ambrosio har studerat språk, bl.a. arabiska, samt marknadsföring vid universitetet i Bologna.
D'Ambrosios farfar, Francesco Berti, har också varit med i politiken och han var grundare av San Marinos kommunistiska parti.

## Politisk karriär
San Marinos Stora och allmänna rådet valde D'Ambrosio tillsammans med Zavoli till regerande kaptener i mars 2017. Då D'Ambrosio började sin mandatperiod var hon 29 år gammal och världens yngsta statschef.
Mellan 2017 och 2020 fungerade hon som San Marinos representant i Europarådet.